# Yang Wenlu
Yang Wenlu (13 de janeiro de 1991) é uma pugilista chinesa.

## Carreira
Wenlu nasceu em 13 de janeiro de 1991. Ela estudou na Universidade Ocean da China e, em 2019, fez mestrado na Universidade do Esporte de Xangai. Wenlu começou sua carreira em 2015 competindo na categoria 64 kg. Em seu primeiro ano, ela ganhou ouro no Campeonato Asiático de Boxe Amador em Ulanqab e ficou em terceiro lugar no Strandja Memorial em Sofia. No ano seguinte, ela ficou em primeiro lugar no Strandja Memorial e no Campeonato Mundial em Astana.
Em 2017, Wenlu mudou para a categoria Peso Leve e ficou em quinto lugar no Campeonato Asiático na Cidade de Ho Chi Minh. No ano seguinte, ela ficou em quinto lugar nos Jogos Asiáticos de 2018 em Jacarta e no Campeonato Asiático em Bangkok , embora tenha ficado em primeiro lugar no Campeonato Asiático de 2019.
Nos Jogos Olímpicos de Verão de 2024, em Paris, conquistou a medalha de prata na disputa de peso leve (até 60 kg).